# Martin Thomas (canoë-kayak)
Pour les articles homonymes, voir Martin Thomas.
Martin Thomas, né le 15 septembre 1989, est un céiste français.

## Carrière
Il est médaillé de bronze aux Championnats du monde de slalom (canoë-kayak) 2017 à Pau en canoë monoplace par équipe. Aux Championnats d'Europe de slalom (canoë-kayak) 2019, il est médaillé d'argent en C1 et en C1 par équipes.

## Palmarès
| Année                 | Lieu                   | Médaille              | Épreuve               |
| Championnats du monde | Championnats du monde  | Championnats du monde | Championnats du monde |
| --------------------- | ---------------------- | --------------------- | --------------------- |
| 2017                  | France (Pau)           | Médaille de bronze    | C1 par équipes        |
| 2021                  | Slovaquie (Bratislava) | Médaille d'or         | C1 par équipes        |
| Championnats d'Europe |                        |                       |                       |
| 2019                  | France (Pau)           | Médaille d'argent     | C1 individuel         |
| 2019                  | France (Pau)           | Médaille d'argent     | C1 par équipes        |